# Needles (California)
Needles, fundada en 1970, es una ciudad ubicada en el condado de San Bernardino en el estado estadounidense de California. En el año 2000 tenía una población de 4,830 habitantes y una densidad poblacional de 62 personas por km². La ciudad se encuentra en el Desierto de Mojave.

## Geografía
Norco se encuentra ubicada en las coordenadas 34°2′N 117°15′O / 34.033, -117.250. Según la Oficina del Censo, la ciudad tiene un área total de 78,2 km² (30,2 mi²), de la cual 77,1 km² (29,8 mi²) es tierra y 1,1 km² (0,4 mi²) (0%) es agua.

### Localidades adyacentes
El siguiente diagrama muestra a las localidades en un radio de 16 kilómetros (9,9 mi) de Needles.

## Demografía
Según la Oficina del Censo en 2000 los ingresos medios por hogar en la localidad eran de $26,108, y los ingresos medios por familia eran $33,264. Los hombres tenían unos ingresos medios de $39,688 frente a los $19,483 para las mujeres. La renta per cápita para la localidad era de $15,156. Alrededor del 26.1% de la población estaban por debajo del umbral de pobreza.